# Eriphia sebana
Eriphia sebana is een krabbensoort uit de familie van de Eriphiidae. De wetenschappelijke naam van de soort is voor het eerst geldig gepubliceerd in 1803 door Shaw & Nodder.